# Phragmicoma polygona
Phragmicoma polygona là một loài Rêu trong họ Lejeuneaceae. Loài này được Mitt. mô tả khoa học đầu tiên năm 1891.